# スタニスワフ・コパンスキ

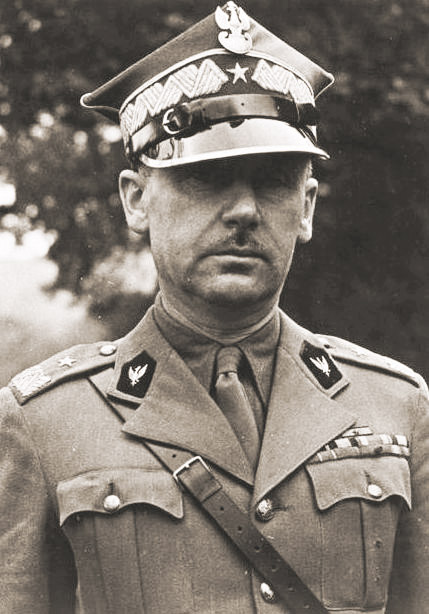
スタニスワフ・コパンスキ

スタニスワフ・コパンスキ（Stanisław Kopański；1895年 - 1976年）は、ポーランドの軍人。少将。西側ポーランド軍の参謀総長を務める。

## 生涯
サンクトペテルブルクにてポーランド人の両親の元に生まれる。ギムナジウムで学び、第一次世界大戦勃発後の1914年、ロシア帝国軍に入隊。ミハイロフスキー砲兵学校で学んだ後、第2師団第3砲兵隊に属し東部戦線に従軍。
2月革命後の1917年、バブルイスクにて編成された第1ポーランド軍団の第3ウーラン連隊第2小隊に入隊し三国協商に属する。ブレスト＝リトフスク条約成立後、中央同盟国の支配下にあるワルシャワに赴き、ワルシャワ工科大学で学ぶことを希望する。しかし、ポーランドが1918年11月に独立を取り戻すやいなやウクライナ・ポーランド戦争が勃発したため進学を断念。ポーランド軍に入隊し、ラドムスコにて第1ウーラン連隊の騎馬砲兵小隊長としてプシェムィシル、ホロドクおよびリヴィウを転戦。1919年2月25日、小隊は第1騎馬砲兵師団（長：レオン・デューニン＝ヴォルスキ中佐）に編入される。
続くポーランド・ソビエト戦争でも、リダを経てヴィリニュスに進軍するも、同地の戦闘で負傷し左目を失明、戦線を離脱する。

### 戦間期
回復後、ワルシャワ工科大学で再び学んだ後、1924年4月、軍に復帰し、6月1日、第6騎馬砲兵師団中隊長（～10月1日）。10月31日、トルンの砲兵士官学校教官を務めた。主に弾道学を教えた。間もなく少佐に昇進。ポーランドの装甲部隊の創設に参加した。

### 大戦期
ポーランド侵攻時、最高司令官本部第3（作戦）課長。ポーランド降伏後、フランスに亡命。1940年4月、第1カルパチア山岳旅団を編成・指揮し、在レバノン・フランス軍の編成下に入った。フランス降伏後、旅団を武装解除しようとするフランス兵との武装衝突を苦労して回避した。長い交渉の後、コパンスキは、完全武装で旅団を英領パレスチナに移動する許可を得ることに成功した。
1940年9月、旅団はエジプトのアレクサンドリアに到着した。1941年、旅団は北アフリカ戦線に投入され、トブルク包囲戦などに参加。その後、旅団はヴワディスワフ・アンデルス将軍の第2ポーランド軍団の編成下に入った。1943年～1947年、ポーランド亡命政府のポーランド軍参謀総長。
1947年～1949年、ポーランド軍団の監察総監。